# Isla Richards
La isla Richards (del inglés: Richards Island) es una isla deshabitada del ártico canadiense localizada en aguas del mar de Beaufort, perteneciente a los Territorios del Noroeste, Canadá. 

## Geografía
Isla Richards está localizada muy próxima a la frontera occidental con Alaska, en el delta del río Mackenzie, siendo la mayor isla del estuario. Está separada de tierra, en su extremo oriental, por el canal principal del Mackenzie y el canal Reindeer es su límite occidental.
Tiene una superficie de 2.165 km², siendo, por tamaño, la 35ª de Canadá y la 196ª del mundo. Es una isla muy baja, de tipo estuarino, atravesada por pequeños canales, humedales y cientos de pequeños lagos y lagunas (con un promedio de 33 ha de tamaño). Tiene una longitud de unos 100 km en dirección E-W y unos 40-50 km de anchura, aunque es difícil precisar sus límites. Su costa norte está expuesta a las aguas del mar de Beaufort, uno de los mares del océano Ártico.
Una cuarta parte de la isla está cubierta de agua, una compleja red de canales y lagos entrelazados divididos por los canales mayores del delta. as corrientes. Muchos de los lagos son formaciones termokársticas, depresiones formadas por la fusión parcial del permafrost subyacente rellenas de agua.
En la zona hay importantes yacimientos de petróleo y gas.
- Datos: Q2530016